# Treville
Treville (piemontesisch Tërvila) ist eine italienische Gemeinde (comune) in der Provinz Alessandria, Region Piemont.

## Lage und Einwohner
Die Gemeinde Treville liegt rund 40 km nordwestlich von der Provinzhauptstadt Alessandria auf einer Höhe von 250 m über dem Meeresspiegel. Das Gemeindegebiet umfasst eine Fläche von 4 km² und hat 267 (Stand 31. Dezember 2023) Einwohner.
Die Nachbargemeinden sind Cereseto, Ozzano Monferrato und Sala Monferrato.

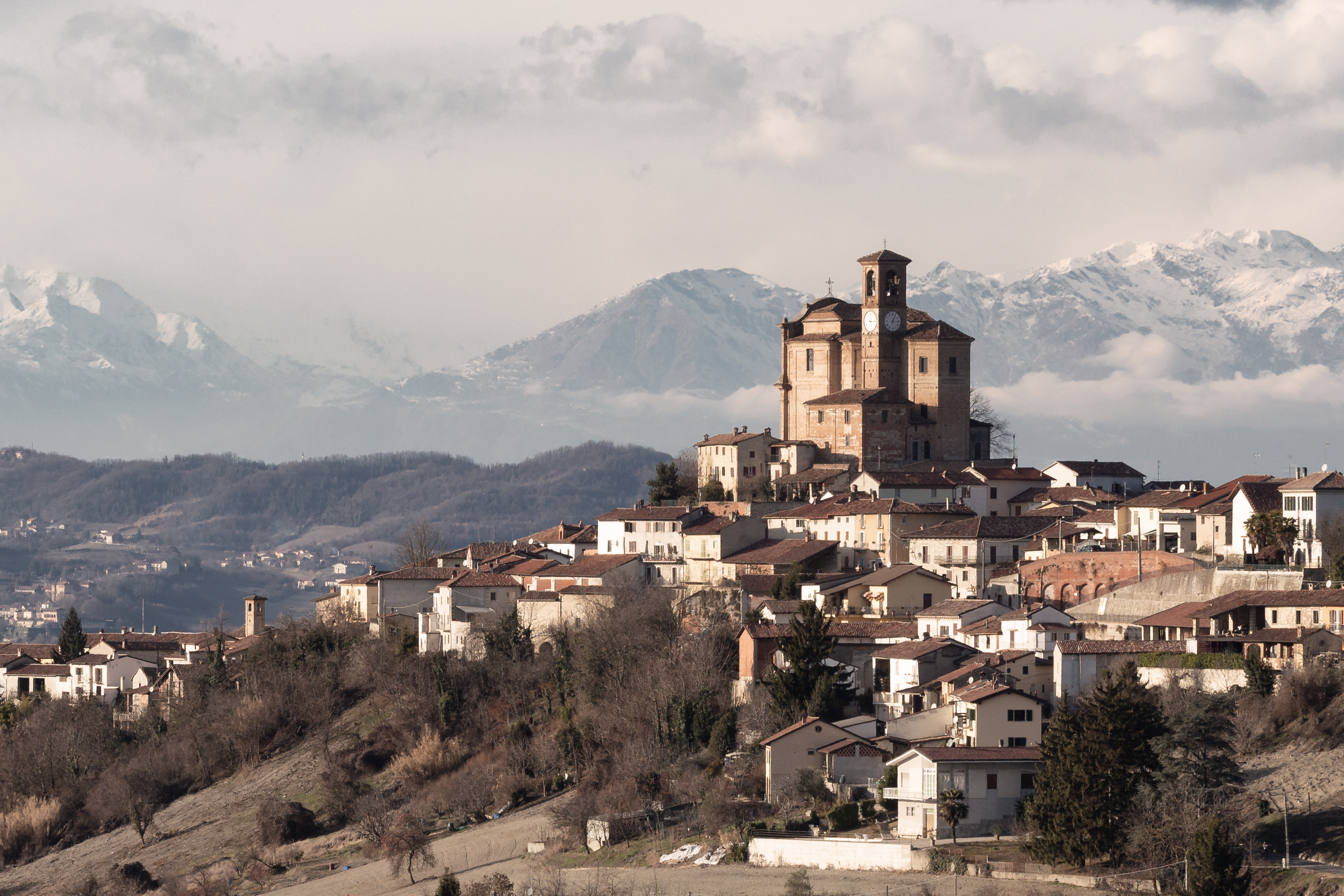
Panorama von Treville mit der Kirche Sant'Ambrogio

## Geschichte

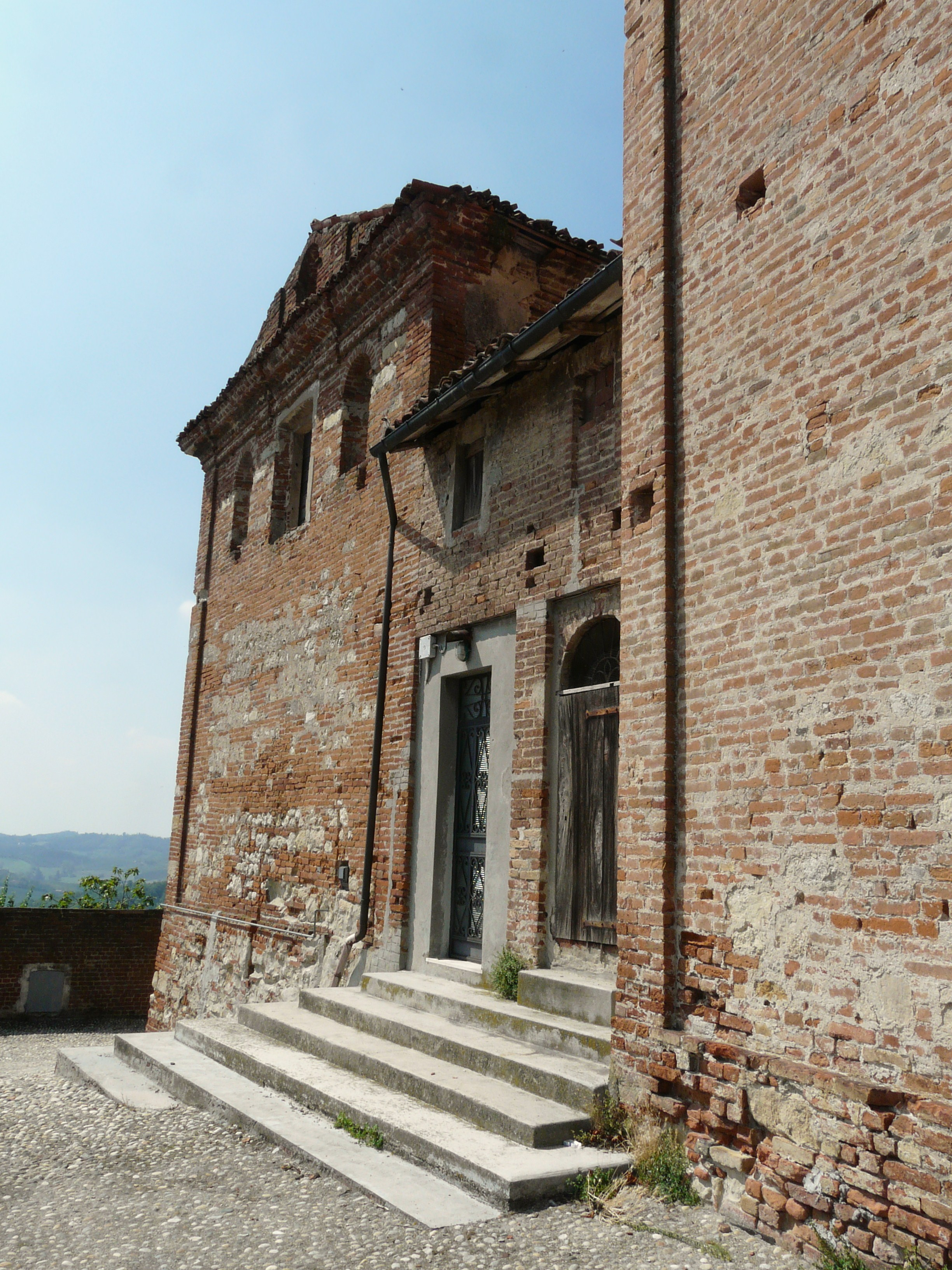
Kirche Sant'Ambrogio

Der Name Treville erscheint zum ersten Mal in einem Dokument aus dem Jahr 1202, in einem Dekret, mit dem der Marquis Bonifacio I. Aleramo dem Adligen aus Casale Anselmo Musso di Paciliano das Lehen schenkte. Sein Name ist durch die Form „Trivilla“ aus dem Jahr 1300 dokumentiert, die auf eine ursprüngliche Bildung von drei verschiedenen Siedlungen, TRES VILLAE, anspielt. Politisch spielte es keine besonders wichtige Rolle in der Geschichte und war an allen Ereignissen beteiligt, bei denen die Markgrafen von Monferrato die Protagonisten waren. 
Im 14. Jahrhundert wurden die Statuten bestätigt, die Gemeinde verlor jedoch bald ihre Autonomie. Sie wurde einige Jahre später in die Monferrato-Besitztümer integriert. Als Lehnsgut der Herrschaft Strozzi und später der Gozani erlebte es eine Reihe von Missbräuchen und Plünderungen durch die verschiedenen Soldaten, die sich abwechselnd in dem Gebiet aufhielten, um es zu erobern.
Ab 1713 wurde es dauerhaft Teil der Herrschaft der Savoyer. 

## Sehenswürdigkeiten
- Die Pfarrkirche Sant'Ambrogio im piemontesischen Barockstil mit einem einzigen Kirchenschiff und ovaler Form, die wahrscheinlich von Evasio de Giovanni, einem Schüler von Magnocavallo von 1772 bis 1783, erbaut wurde.
- Die Überreste der 1986 restaurierten romanischen Pfarrkirche San Quirico mit rechteckiger Form und einer interessanten Apsis mit drei kleinen verzierten Fenstern.

## Kulinarische Spezialitäten
Bei Treville werden Reben der Sorte Barbera für den Barbera d’Asti, einen Rotwein mit DOCG Status, sowie für den Barbera del Monferrato angebaut. 
In Treville sind auch mehrere, besonders schöne, Infernots erhalten, die für die Aufbewahrung von Weinflaschen dienen und besichtigt werden können.

## Persönlichkeiten
- Mario Surbone, (Treville, 8. September 1932), ist ein italienischer Maler.